# Аеродром Торит
Аеродром Торит (: ) је ваздухопловно пристаниште код града Торит у вилајету Источна Екваторија у Јужном Судану. Смештен је на 625 метара надморске висине и има полетно-слетну стазу дужине 1.097 метара.